# Borreby rassz

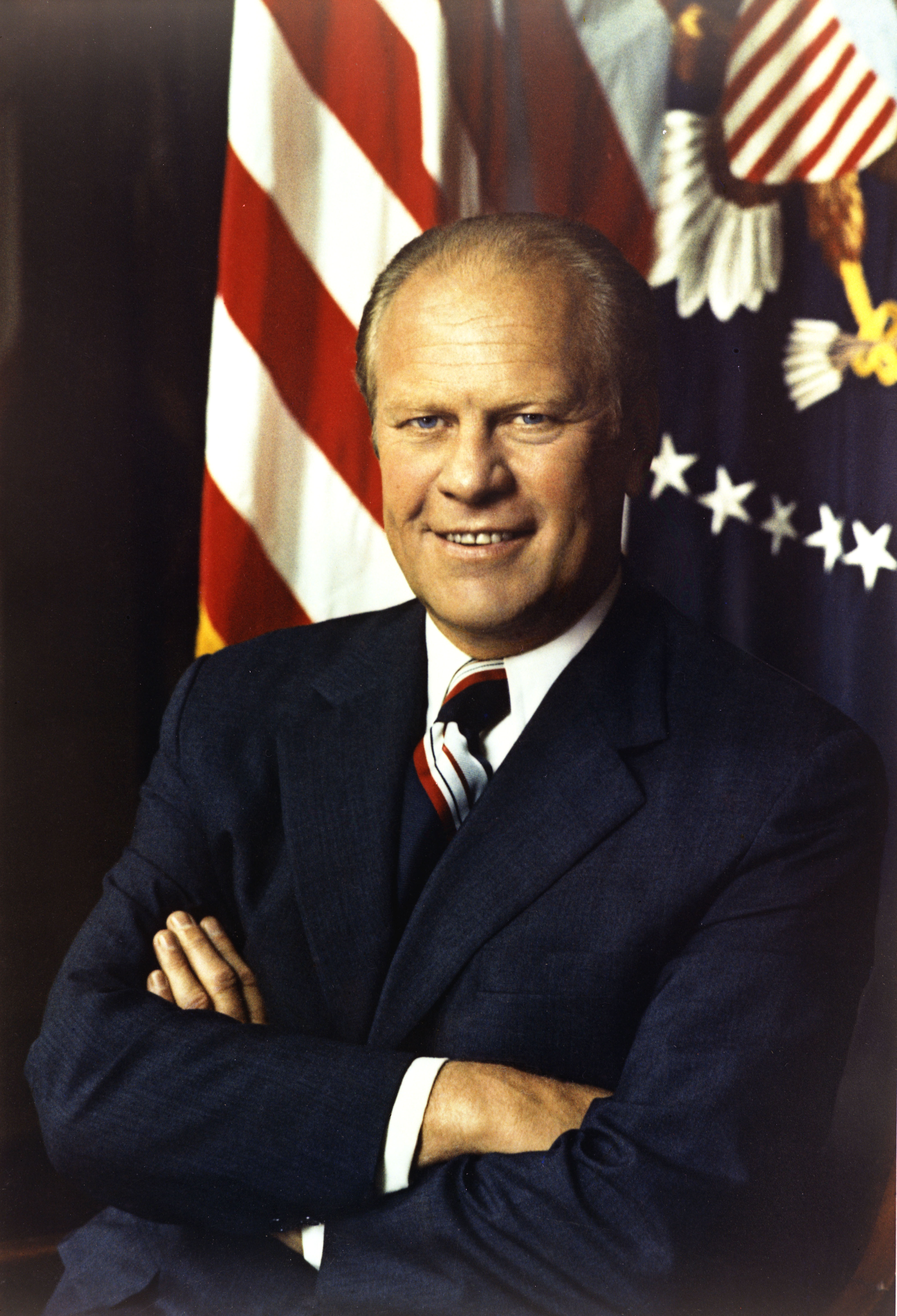
Gerald Ford

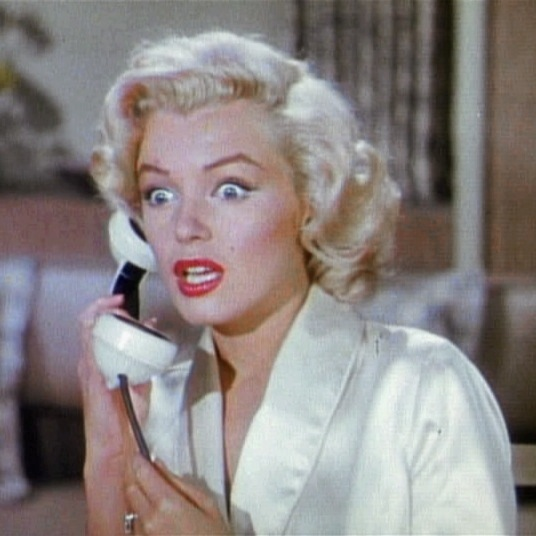
Marilyn Monroe

A  borreby rassz egy észak-európai cro-magnoid változat.

## Leírás
A borreby típus nagy testű és nagy fejű, valamint legtöbb tulajdonságban laterális. Jellemzően magas (de általában alacsonyabb, mint a dalo-fáli), izmos, elég súlyos testalkatú hízásra való hajlammal.
Rövid fejű, nyakszirtje majdnem függőleges és gyakran enyhén lapított. A halántékcsont gyengén ívelt. A homlok széles, enyhén ívelt, elég magas és egy kissé lejtős.
A fej általában szögletes, leginkább a nagy állkapcsuknak köszönhetően, de a kerek, alpira jellemző arc is gyakori, elsősorban a nőknél. Az arc általában rövid, széles és lapított igen mély állkapoccsal.
Általában egyenes orral rendelkezik, a maradék pedig konkáv, a konvex orr ritka.
A hajszín alapvetően az aranyszőke, világosszőke és a középbarna. De a borreby típusnál a haj árnyalata a hamu szőkétől a sötétbarnáig terjedhet. A szemszín többségében kék, de a kevert és a szürkés szemek is gyakoriak.

## Elterjedési terület
Északnyugat-Európában a legelterjedtebb, főként Dániában, Dél-Norvégiában és Észak-Németországban jellemző. Előfordul ezen kívül Nyugat-Európában (többek között Belgiumban és Nagy-Britanniában), a Baltikumban, Olaszországban és Montenegróban is.